# Alyse (cours d'eau)
 (décembre 2016).
L'Alyse est un petit ruisseau franco-belge qui coule dans le département français des Ardennes, dans la nouvelle région Grand-Est et la province de Namur en Belgique. C'est un affluent de la Meuse en rive gauche.

## Géographie
Née à la frontière franco-belge, l'Alyse matérialise cette frontière sur la plus grande partie de son parcours. En partie haute il s'appelle aussi ruisseau des Layes. Il prend sa source près du lieu-dit Grosse Nay, à 342 m d'altitude, à l'extrémité nord-ouest de Fumay.
Son bassin est presque exclusivement couvert de forêts (forêt domaniale du Franbois en France). Elle coule d'ouest en est sur 9,2 km, et se jette dans la Meuse (rive gauche) sur le territoire de la localité de Fumay, à 125 m d'altitude, à quelque 30 kilomètres en aval de Charleville-Mézières.

### Communes traversées
L'Alyse traverse une seule commune en France (Fumay) et une autre en Belgique (Viroinval).

### Bassin versant
L'Alyse traverse une seule zone hydrographique La Meuse des Manises au ruisseau de la fontaine aux bairons (inclus) (B705) de 7 599 km2 de superficie.

## Affluents
L'Alyse a un affluent référencé :
- le ruisseau du Poteau (rd), 3 km sur la seule commune de Fumay.

Géoportail ajoute le ruisseau de Margut (rd).
Donc son rang de Strahler est de deux.

## Hydrologie

### L'Alyse à Fumay
Le module de l'Alyse, au confluent de la Meuse vaut 0,42 m3/s pour un bassin versant de 26,7 km2. 

### Lame d'eau et débit spécifique
La lame d'eau écoulée dans le bassin est de 496 millimètres par an, ce qui est élevé et correspond aux normes des cours d'eau de la région. C'est nettement supérieur à la moyenne de la France, tous bassins confondus, et aussi à la moyenne du bassin français de la Meuse (450 millimètres par an à Chooz, à la sortie du territoire français). Son débit spécifique ou Qsp se monte dès lors au chiffre élevé de 15,7 litres par seconde et par kilomètre carré de bassin.

## Qualité des eaux - Pêche
En France, l'Alyse est classée comme cours d'eau de première catégorie sur la totalité de son parcours. On y trouve notamment des truites. 
En 2006, l'Agence de l'Eau Rhin-Meuse attribuait à l'eau de l'Alyse, analysée au niveau de Fumay, la qualité de "très bonne", à l'instar des deux années précédentes (catégorie 1A) . D'une manière générale la qualité des eaux a eu tendance à s'améliorer continuellement durant la décennie 1997-2006.

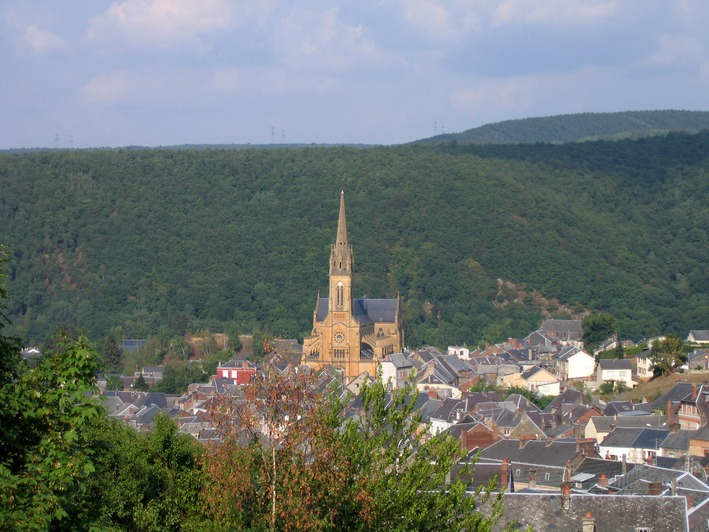
Fumay - Le centre ancien et l'église néo-gothique Saint-Georges

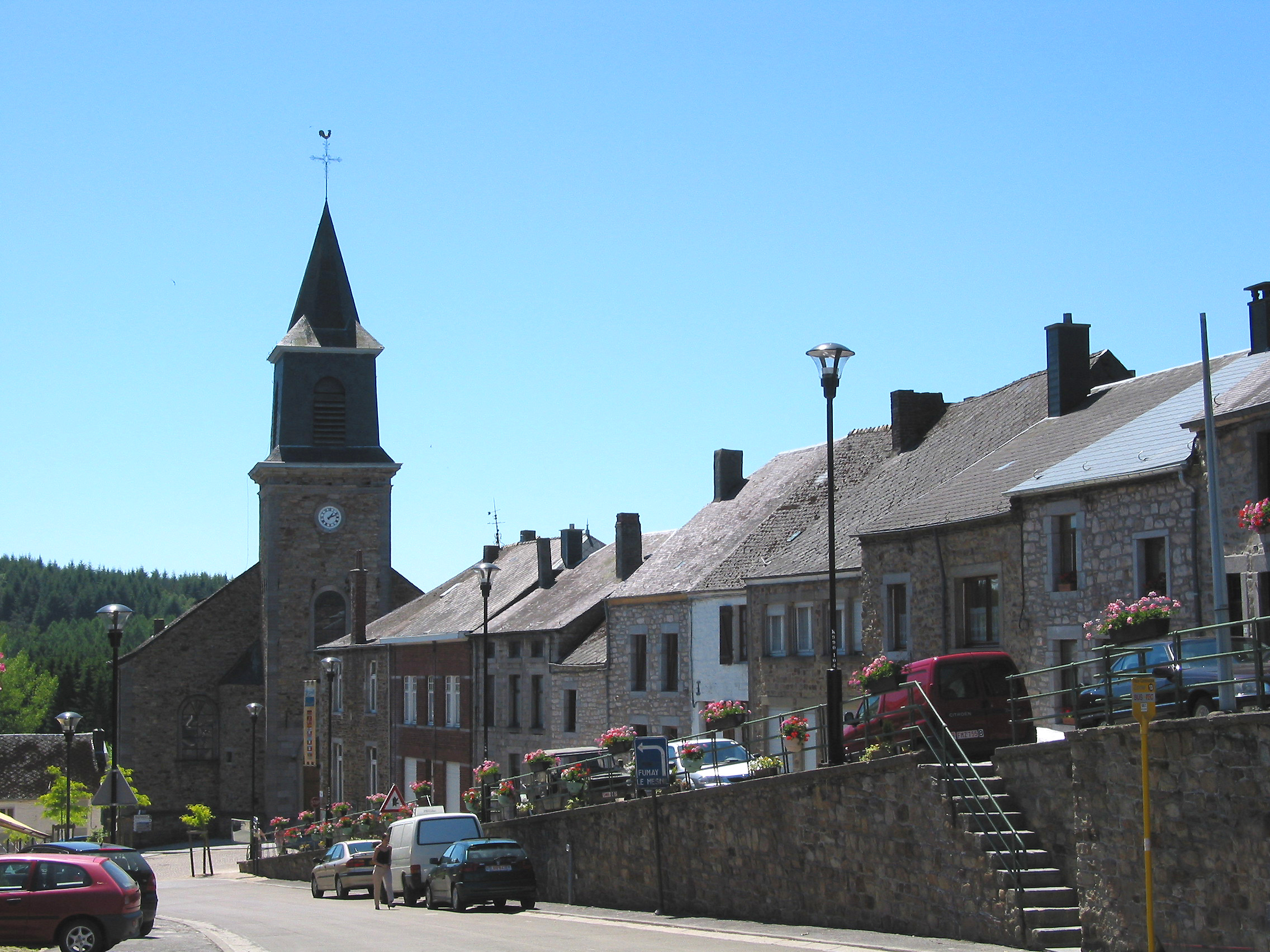
Viroinval - Église de Oignies-en-Thiérache.

## Curiosités - Tourisme
- Fumay : Ancien château du XVIIe siècle avec tour du XIVe. Ancien couvent des Carmélites du XVIIe siècle, aujourd'hui musée. Belle église néo-gothique du XIXe avec vitraux, buffet d'orgue du XVIIIe. Forêts domaniales. Gastronomie. Pêche, chasse, équitation, escalade, parapente, canotage.
- Viroinval : commune composée de huit pittoresques localités. Château de Vierves-sur-Viroin construit du XVIe au XIXe siècle. Oignies-en-Thiérache, village clairière niché au cœur de la grande forêt ardennaise et totalement entouré d'une ceinture de plus de 7 kilomètres de forêt.